# FutureSex/LoveSounds
FutureSex/LoveSounds — второй студийный альбом американского певца Джастина Тимберлейка, выпущенный в 2006 году. Диск принёс Тимберлейку две премии «Грэмми» в номинациях «лучшее мужское вокальное поп исполнение» и «лучшая танцевальная запись». Мировые продажи альбома составили 10 миллионов копий.

## Об альбоме
Первоначально планировалось, что альбом будет двойным, первый CD должен был содержать танцевальные композиции и носить название FutureSex, а второй — песни о любви и называться LoveSounds. За несколько месяцев до релиза Джастин Тимберлейк поменял решение, и альбом был выпущен на одном CD под первоначальным названием.
FutureSex/LoveSounds вышел в США 12 сентября 2006 года и дебютировал на первом месте в чартах с продажами за первую неделю более 684 тыс. экземпляров. 17 сентября 2006 года альбом вышел в Австралии и в Великобритании, в обеих странах дебютировав на первом месте национальных чартов с продажами 35 тыс. и 90 тыс. экземпляров соответственно.

## Продажи/Коммерческий успех
Несмотря на средний успех синглов на радио, в России альбом стал суперуспешным. Было продано свыше 200 000 копий пластинки и в итоге, в 2008 году альбом получил Бриллиантовый статус. Это был первый случай присуждения Бриллиантового статуса иностранному исполнителю со времени начала официального подсчёта продаж альбомов в России (с 2003 года), вторым случаем стал альбом Kabaret певицы Патрисии Каас.

## Список композиций
| №   | Название                                             | Автор(ы)                                                   | Продюсер(ы)                  | Длительность |
| --- | ---------------------------------------------------- | ---------------------------------------------------------- | ---------------------------- | ------------ |
| 1.  | «FutureSex/LoveSound»                                | Justin Timberlake, Tim Mosley, Nate "Danja" Hills          | Timbaland, Timberlake, Hills | 4:01         |
| 2.  | «SexyBack» (featuring Timbaland)                     | Timberlake, Mosley, Hills                                  | Timbaland, Timberlake, Hills | 4:02         |
| 3.  | «Sexy Ladies/Let Me Talk to You (Prelude)»           | Timberlake, Mosley, Hills                                  | Timbaland, Timberlake, Hills | 5:32         |
| 4.  | «My Love» (featuring T.I.)                           | Timberlake, Mosley, Hills, Clifford Joseph Harris          | Timbaland, Timberlake, Hills | 4:36         |
| 5.  | «LoveStoned/I Think She Knows (Interlude)»           | Timberlake, Mosley, Hills                                  | Timbaland, Timberlake, Hills | 7:23         |
| 6.  | «What Goes Around.../...Comes Around (Interlude)»    | Timberlake, Mosley, Hills                                  | Timbaland, Timberlake, Hills | 7:28         |
| 7.  | «Chop Me Up» (featuring Timbaland and Three 6 Mafia) | Timberlake, Mosley, Hills, Jordan Houston, Paul Beauregard | Timbaland, Timberlake, Hills | 5:04         |
| 8.  | «Damn Girl» (featuring will.i.am)                    | Timberlake, William Adams, J. C. Davis                     | Jawbreakers                  | 5:12         |
| 9.  | «Summer Love/Set the Mood (Prelude)»                 | Timberlake, Mosley, Hills                                  | Timbaland, Timberlake, Hills | 6:24         |
| 10. | «Until the End of Time»                              | Timberlake, Mosley, Hills                                  | Timbaland, Timberlake, Hills | 5:22         |
| 11. | «Losing My Way»                                      | Timberlake, Mosley, Hills                                  | Timbaland, Timberlake, Hills | 5:22         |
| 12. | «(Another Song) All Over Again»                      | Timberlake, Matt Morris                                    | Rick Rubin                   | 5:45         |

| №   | Название                      | Автор(ы)                                       | Продюсер(ы) | Длительность |
| --- | ----------------------------- | ---------------------------------------------- | ----------- | ------------ |
| 13. | «Pose» (featuring Snoop Dogg) | Timberlake, Adams, Calvin Broadus, Caleb Speir | Jawbreakers | 4:46         |

| №   | Название             | Автор(ы)                        | Продюсер(ы) | Длительность |
| --- | -------------------- | ------------------------------- | ----------- | ------------ |
| 13. | «Boutique in Heaven» | Timberlake, Adams, Mike Shapiro | Jawbreakers | 4:08         |

| №   | Название                                                                 | Автор(ы)                                  | Продюсер(ы)                                                         | Длительность |
| --- | ------------------------------------------------------------------------ | ----------------------------------------- | ------------------------------------------------------------------- | ------------ |
| 13. | «Until the End of Time» (duet with Beyoncé)                              | Timberlake, Mosley, Hills                 | Timbaland, Timberlake, Hills                                        | 5:22         |
| 14. | «SexyBack» (DJ Wayne Williams OI' Skool Remix) (featuring Missy Elliott) | Timberlake, Mosley, Hills, Elliott        | Timbaland, Timberlake, Hills, Larry "Rock" Campbell, Wayne Williams | 4:16         |
| 15. | «Sexy Ladies» (featuring 50 Cent)                                        | Timberlake, Mosley, Hills, Curtis Jackson | Timbaland, Timberlake, Hills                                        | 3:50         |

| №   | Название                                                                              | Длительность |
| --- | ------------------------------------------------------------------------------------- | ------------ |
| 1.  | «SexyBack» (Behind-the-scenes)                                                        |              |
| 2.  | «Michael Haussman Interview» (Director of «SexyBack»)                                 |              |
| 3.  | «SexyBack» (Music video)                                                              |              |
| 4.  | «Paul Hunter Interview» (Director of «My Love»)                                       |              |
| 5.  | «My Love» (Music video)                                                               |              |
| 6.  | «What Goes Around... Comes Around» (Behind-the-scenes)                                |              |
| 7.  | «What Goes Around... Comes Around» (Music video)                                      |              |
| 8.  | «Robert Hales Interview» (Director of «LoveStoned/I Think She Knows»)                 |              |
| 9.  | «LoveStoned/I Think She Knows» (Music video)                                          |              |
| 10. | «LoveStoned/I Think She Knows» (Live from Concert Prive, Paris)                       |              |
| 11. | «My Love» (Parkinson UK TV Performance)                                               |              |
| 12. | «SexyBack/My Love/LoveStoned/I Think She Knows» (MTV Europe Music Awards Performance) |              |
| 13. | «My Love/SexyBack» (MTV VMA Performance)                                              |              |

## Синглы
| Дата релиза    | Название                                 | Примечание |
| -------------- | ---------------------------------------- | --- |
| 7 июля 2006    | «SexyBack»                               | - Авторы: Джастин Тимберлейк, Тимбалэнд, Danja - 7 недель находился на 1 месте чарта Billboard Hot 100 |
| Сентябрь 2006  | «My Love»                                | - Авторы: Джастин Тимберлейк, Тимбалэнд, Danja, S. Gunawardena - Стал вторым подряд синглом с альбома, достигшим 1-го места в чарте Billboard Hot 100 - В 2006 году принёс Джастину Тимберлейку премию Грэмми в номинации «лучшее рэп-/песенное совместное исполнение»                                                                          |
| 8 января 2007  | «What Goes Around.../...Comes Around»    | - Авторы: Джастин Тимберлейк, Тимбалэнд, Danja - Стал третьим подряд синглом с альбома, достигшим 1-го места в чарте Billboard Hot 100 - Джастин Тимберлейк исполнял эту песню на церемонии награждения Грэмми 2006. - За исполнение этой песни в 2008 году Тимберлейк получил премию «Грэмми» в категории Лучшее мужское вокальное исполнение. |
| 10 апреля 2007 | «Summer Love»                            | - Авторы: Джастин Тимберлейк, Тимбалэнд, Danja - Не был выпущен на CD |
| 5 июня 2007    | «Until the End of Time»                  | - Авторы: Джастин Тимберлейк, Тимбалэнд, Danja - Не был выпущен на CD |
| 10 июля 2007   | «LoveStoned/I Think She Knows Interlude» | - Авторы: Джастин Тимберлейк, Тимбалэнд, Danja - За исполнение этой песни в 2008 году Тимберлейк получил премию «Грэмми» в категории Лучшая танцевальная запись. |